# Psykosocial
Psykosocial är ett etiologiskt förhållande för tillstånd eller egenskaper som beror på en samverkan mellan psykologiska och samhälleliga förutsättningar och uttryck. 
Termen avser i synnerhet fenomen som beror på intersubjektivitet, där personens psykiska förutsättningar formas av miljön (familjen, skolklassen, kulturen, etcetera). Exempel på psykosociala teorier och forskningsområden innefattar stress–sårbarhetsmodellen, psykoneuroendokrinologi och psykoneuroimmunologi.